# Bénédicte Dorfman-Luzuy
Bénédicte Dorfman-Luzuy est une sportive française pratiquant l'aviron née le 2 décembre 1970 à Bordeaux. Elle mesure 1,72 m et pèse 59 kg. Elle a épousé en 2000 Xavier Dorfman, champion olympique et champion du monde.

## Palmarès

### Jeux olympiques
- 7e en deux de couple poids léger à Sydney (2000)

### Championnats du monde d'aviron
- Médaille d'argent en skiff poids léger aux Championnats du monde d'aviron 2005 à Kaizu, préfecture de Gifu (Japon)
- Médaille d'argent en skiff poids léger aux Championnats du monde d'aviron 1998 à Cologne (Allemagne)
- Médaille d'argent en skiff poids léger aux Championnats du monde d'aviron 1997 à Aiguebelette
- Médaille d'argent en skiff poids léger aux Championnats du monde d'aviron 1996 à Strathclyde (Écosse)
  - 4e en deux de couple poids léger aux Championnats du monde d'aviron 1999 à Saint Catharines (Canada)
  - 4e en deux de couple poids léger aux Championnats du monde d'aviron 1994 à Indianapolis (États-Unis)
  - 8e en skiff aux Championnats du monde d'aviron 1993 à Roudnice (Rép. Tchèque)
  - 11e en deux de couple poids léger aux Championnats du monde d'aviron 1995 à Tampere (Finlande)
  - 5e en quatre de couple aux Championnats du monde d'aviron 1990 à Lake Barrington (Tasmanie)

### Championnats de France d'aviron
Plusieurs titres de championne de France en skiff poids légers (1994,1995,1997, 1998, 1999, 2000, 2005, 2006 et 2007)
en double poids léger (1994, 1998 et 2005)
en quatre de couple (1990,1997, 1999)
en quatre sans barreuse (1996, 1999, 2008, 2009, 2012)
en deux de couple (1991,1997, 2000 et 2006)
en skiff (1993)